# Adler (banda desenhada)
Adler é uma série de banda desenhada franco-belga sobre o personagem Adler Von Berg criado por René Sterne em 1985.

## História
Adler Von Berg é um antigo piloto da Luftwaffe que desertou em 1942 por não concordar com a visão de Hitler e foge para a Índia onde cria a sua própria companhia aérea, vivendo múltiplas aventuras na companhia da irlandesa Helen.
A publicação iniciou-se no nº46 do 40º ano da revista Tintin a 12 de Novembro de 1985, passando depois para o Hello Bédé.
A primeira aparição em Portugal foi através das Edições ASA em 1990.

## Álbuns
1. L'avion du Nanga, René Sterne, Lombard, 06/1987, ISBN 2-8036-0648-8
2. Le repaire du Katana, René Sterne, Lombard, 01/1988, ISBN 2-8036-0673-9
3. Muerte Transit, René Sterne, Lombard, 10/1989, ISBN 2-8036-0764-6
4. Dernière mission, René Sterne, Lombard, 10/1992, ISBN 2-8036-0851-0
5. Black Bounty, René Sterne, Le Lombard, 10/1995, ISBN 2-8036-1157-0
6. L'île perdue, René Sterne, Le Lombard, 06/1996, ISBN 2-8036-1208-9
7. La jungle rouge, René Sterne, Le Lombard, 11/1997, ISBN 2-8036-1267-4
8. Les maudits, René Sterne, Le Lombard, 11/1998, ISBN 2-8036-1354-9
9. La force, René Sterne, Le Lombard, 10/2000, ISBN 2-80361-493-6
10. Le goulag, René Sterne, Le Lombard, 04/2003, ISBN 2-8036-1807-9

### Fora de série
- Noël en malaisie, B.D. Club de Genève, 12/1998
- Los Chacos, Pyramides, 01/2000
- Intégrale 1, Le Lombard, 05/2008, ISBN 978-2-8036-2398-3
- Intégrale 2, Le Lombard, 11/2008, ISBN 978-2-8036-2460-7

### Em Portugal
1. O avião do Nanga, René Sterne, Edições Asa, 1990
2. O covil do Katana, René Sterne, Edições Asa, 1991
3. «Muerte» em trânsito, René Sterne, Edições Asa, 1991
4. A última missão, René Sterne, Edições Asa, 1992